# 李屏賓
李 屏賓（リー・ピンビン、マーク・リー、Mark Lee Ping-Bin, 1954年8月8日 - ）は、台湾の撮影監督。ホウ・シャオシェンやウォン・カーウァイ、ユエン・ウーピンなどの映画を支えるカメラマンとして知られる。

## 略歴
1977年に中央電影公司に入社。
1985年、『童年往事 時の流れ』で初めてホウ・シャオシェン監督と組み、以後、ホウ・シャオシェン作品の常連となっている。近年は『春の雪』や『空気人形』など、日本映画においても撮影を手掛けている。
2016年、『Crosscurrent』にて第66回ベルリン国際映画祭で銀熊賞 芸術貢献賞を受賞。

## 主な作品
- 童年往事 時の流れ 童年往事 (1987)
- 恋恋風塵 戀戀風塵 (1987)
- タイガー・コネクション 洗黑錢 (1990)
- 戯夢人生 戯夢人生 (1993)
- 電光飛龍 方世玉2 方世玉続集 (1993)
- レディ・ファイター 詠春拳伝説 詠春拳 (1994)
- アンディ・ラウ/天與地 天與地 (1994)
- 女人、四十。 女人、四十。 (1995)
- 憂鬱な楽園 南國再見、南國 (1996)
- フラワーズ・オブ・シャンハイ 上海花 (1998)
- 君のいた永遠 心動 (1999)
- 夏至 Mua he chieu thang dung (2000)
- 花様年華 花様年華 (2000)
- ミレニアム・マンボ 千禧曼波 (2001)
- 春の惑い 小城之春 (2002)
- プリンセスD 想飛 (2002)
- 珈琲時光 (2003)
- 見知らぬ女からの手紙一個陌生女人的来信 (2004)
- 春の雪 (2005)
- 百年恋歌 最好的時光 (2005)
- 父子 父子 (2006)
- 言えない秘密 不能説的・祕密 (2007)
- ホウ・シャオシェンのレッド・バルーン Le voyage du ballon rouge (2007)
- 空気人形 (2009)
- トロッコ (2009)
- 殺人犯 殺人犯 (2009)
- ノルウェイの森 (2010)
- LOVE 愛 (2011)
- チャイニーズ・フェアリー・ストーリー 畫壁 (2012)
- ルノワール 陽だまりの裸婦 Renoir (2012)
- ハーバー・クライシス〈湾岸危機〉 Black & White Episode 1 痞子英雄首部曲：全面開戰 (2012)
- その夏に抱かれて 寒蟬效應 (2014)
- 黒衣の刺客 刺客聶隱娘 (2015)
- 長江 愛の詩 長江図（2016）

## 参考
- 映画「風に吹かれて～キャメラマン李屏賓の肖像」(乘著光影旅行)（2009年）
台湾のドキュメンタリー映画で、撮影作品のうち18作品が登場。日本では第23回東京国際映画祭で上映された。[2]